# Blas Aznar González
Blas Aznar González (* 12. Dezember 1903 in Avilés; † 28. Dezember 1987 in Muros de Nalón) war ein spanischer Gerichtsmediziner.

## Leben
Aznar González war Professor an den Universitäten Complutense Madrid und Universität Salamanca. Er wirkte u. a. an der Aufklärung der Todesursache der 13. Herzogin von Alba, des Attentates an José Calvo Sotelo, der Affäre Jaccoud und der Ermordung von Humberto Delgado mit.

## Auszeichnungen
- Socio de número de la Cruz Roja Española, 1935
- Premio Alvarez Alcalá der Real Academia Nacional de Madrid, 1941
- Präsident der Abteilung Investigación Criminal des 1. Congreso Español de Medicina Legal, 1942
- Korrespondierendes Auslandsmitglied der Société de Médecine Légale de France, 1950
- Sekretär des Exekutivrates des 3. Congrès International de Médecine Légale et Sociale, Paris, 1951
- Miembro de Honor der Asociación Nacional de Médicos Forenses, 1961
- Académico Corresponsal der Real Academia Nacional de Medicina, 1964
- Nieto y Serrano-Preis der Real Academia Nacional de Medicina, 1965
- Cruz de 2a clase al Mérito Militar, con distintivo Blanco, 1965
- Académico de Número der Real Academia de Medicina de Salamanca, 1973[4]